# CHE.R.RY
《CHE.R.RY》是日本唱作女歌手YUI，於2007年3月7日所推出的第八張單曲碟。由 STUDIOSEVEN Recordings 發行。
YUI洗脫上一張單曲《Rolling star》的搖滾氣息，轉回可愛的形象唱出新曲《CHE.R.RY》。《CHE.R.RY》曲風輕快，洋溢著初春的氣息，歌詞描寫如櫻桃般酸中帶甜的戀愛。

## 收錄歌曲
1. CHE.R.RY (3:34)
作詞、作曲：YUI，編曲：northa+
2. Driving today (3:08)
作詞、作曲：YUI，編曲：northa+
3. Rolling star ～YUI Acoustic Version～ (3:08)
作詞、作曲：YUI，編曲：YUI & northa+
  - 每張新單曲會收錄前一單曲的Acoustic Version。
4. CHE.R.RY ～Instrumental～ (3:34)

## 銷售紀錄
- 累積發售量： 168,964
- Oricon最高排名：第2名
- Oricon上榜次數：21次

| 發行         | 排行榜      | 最高位 | 總銷量  | 上榜次數 |
| ------------ | ----------- | ------ | ------- | -------- |
| 2007年3月7日 | Oricon 日榜 | 2      |         |          |
| 2007年3月7日 | Oricon 週榜 | 2      | 168,964 | 21       |
| 2007年3月7日 | Oricon 月榜 | 5      |         |          |
| 2007年3月7日 | Oricon 年榜 | 36     |         |          |

## 制作
- CHE.R.RY - 作詞：YUI／作曲：YUI
- Driving today    - 作詞：YUI／作曲：YUI

## 資料來源
1. ↑  .   [2008-01-08]. （原始内容存档于2008-01-13）.